# Annual Review of Genetics
Annual Review of Genetics – recenzowane czasopismo naukowe ukazujące się raz w roku i publikujące artykuły przeglądowe z dziedziny genetyki. Istnieje od 1967 roku i jest wydawane przez Annual Reviews.
Impact factor periodyku za rok 2015 wyniósł 12,235, dając mu 5. miejsce wśród 165 czasopism w kategorii „genetyka i dziedziczność”. Na polskiej liście czasopism punktowanych przez Ministerstwo Nauki i Szkolnictwa Wyższego z 2015 roku „Annual Review of Genetics” otrzymało maksymalną liczbę punktów – 50.